# Jean-François Du Broeucq
Jean-François Du Broeucq, né le 15 août 1749 à Audruicq (Pas-de-Calais) et mort le 26 octobre 1826 à Douai (Nord), est un homme politique français.

## Biographie
Secrétaire de la commune de Saint-Omer en 1790, puis juge au tribunal de district, il est suppléant à la Convention, et appelé à siéger comme député du Pas-de-Calais le 23 nivôse an II. En 1800, il est nommé juge au tribunal de Douai, puis passe conseiller à la cour d'appel de Douai en 1816.

## Sources
- « Jean-François Du Broeucq », dans Adolphe Robert et Gaston Cougny, Dictionnaire des parlementaires français, Edgar Bourloton, 1889-1891 [détail de l’édition]